# Cheshmeh Pahn-e Nanaj (ort i Iran)
Cheshmeh Pahn-e Nanaj (persiska: چِشمِه پَهنِ نَنَج, چِشمِه پَهن نَنَج, چَشمِه پَهن, چِشمِه پَهن, چشمه پهن ننج) är en ort i Iran.   Den ligger i provinsen Hamadan, i den nordvästra delen av landet, 280 km sydväst om huvudstaden Teheran. Cheshmeh Pahn-e Nanaj ligger 1 805 meter över havet och antalet invånare är 185.
Terrängen runt Cheshmeh Pahn-e Nanaj är kuperad åt nordost, men åt sydväst är den platt. Runt Cheshmeh Pahn-e Nanaj är det ganska tätbefolkat, med 104 invånare per kvadratkilometer. Närmaste större samhälle är Malāyer, 18,7 km söder om Cheshmeh Pahn-e Nanaj. Trakten runt Cheshmeh Pahn-e Nanaj består i huvudsak av gräsmarker.